# Ust'-Omčug
Ust'-Omčug (in lingua russa Усть-Омчуг) è un insediamento di tipo urbano  dell'Oblast' di Magadan, capoluogo del Ten'kinskij rajon. Si trova sul fiume Detrin.